# 烏溪沙沙灘

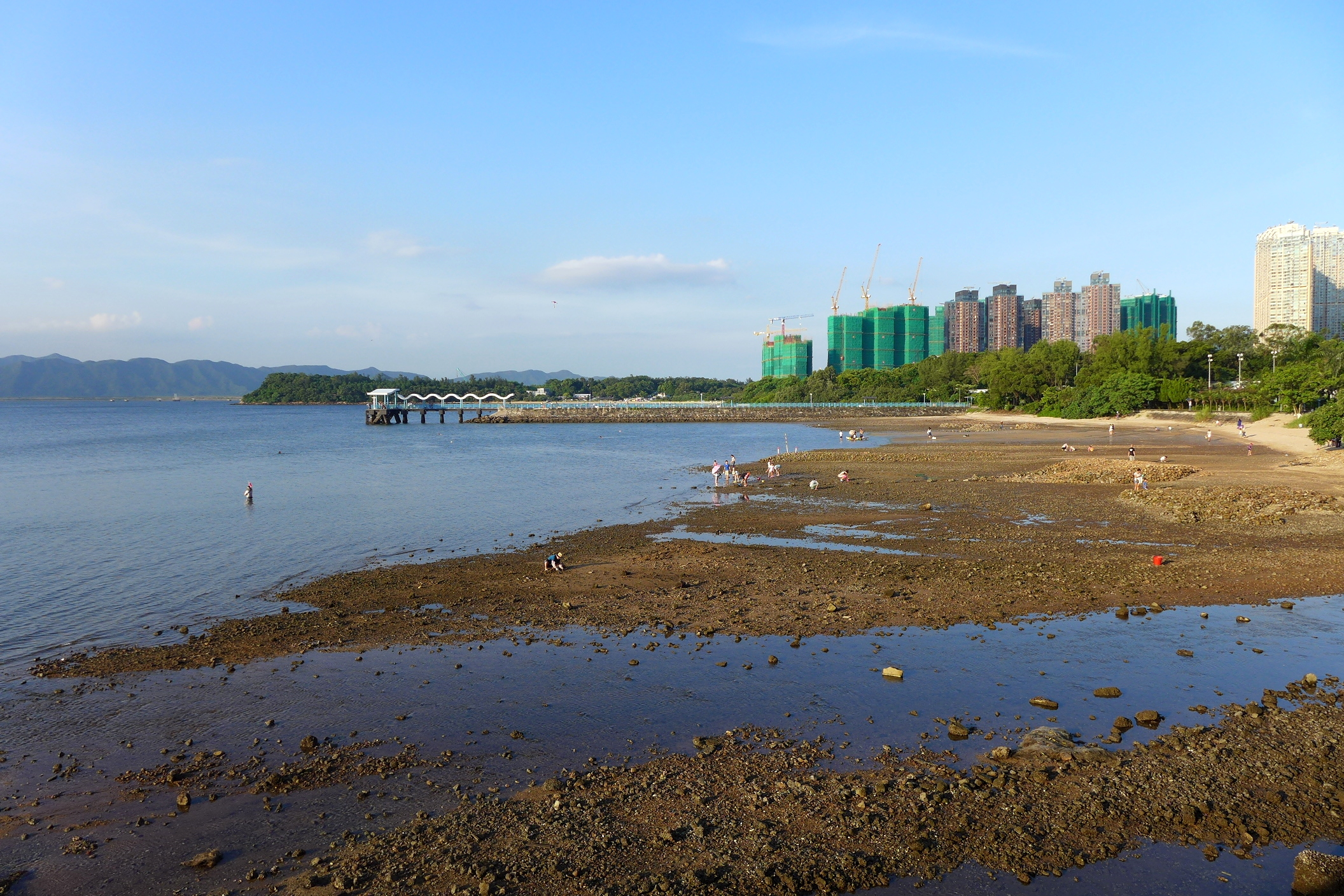
近海濱長廊一段烏溪沙沙灘

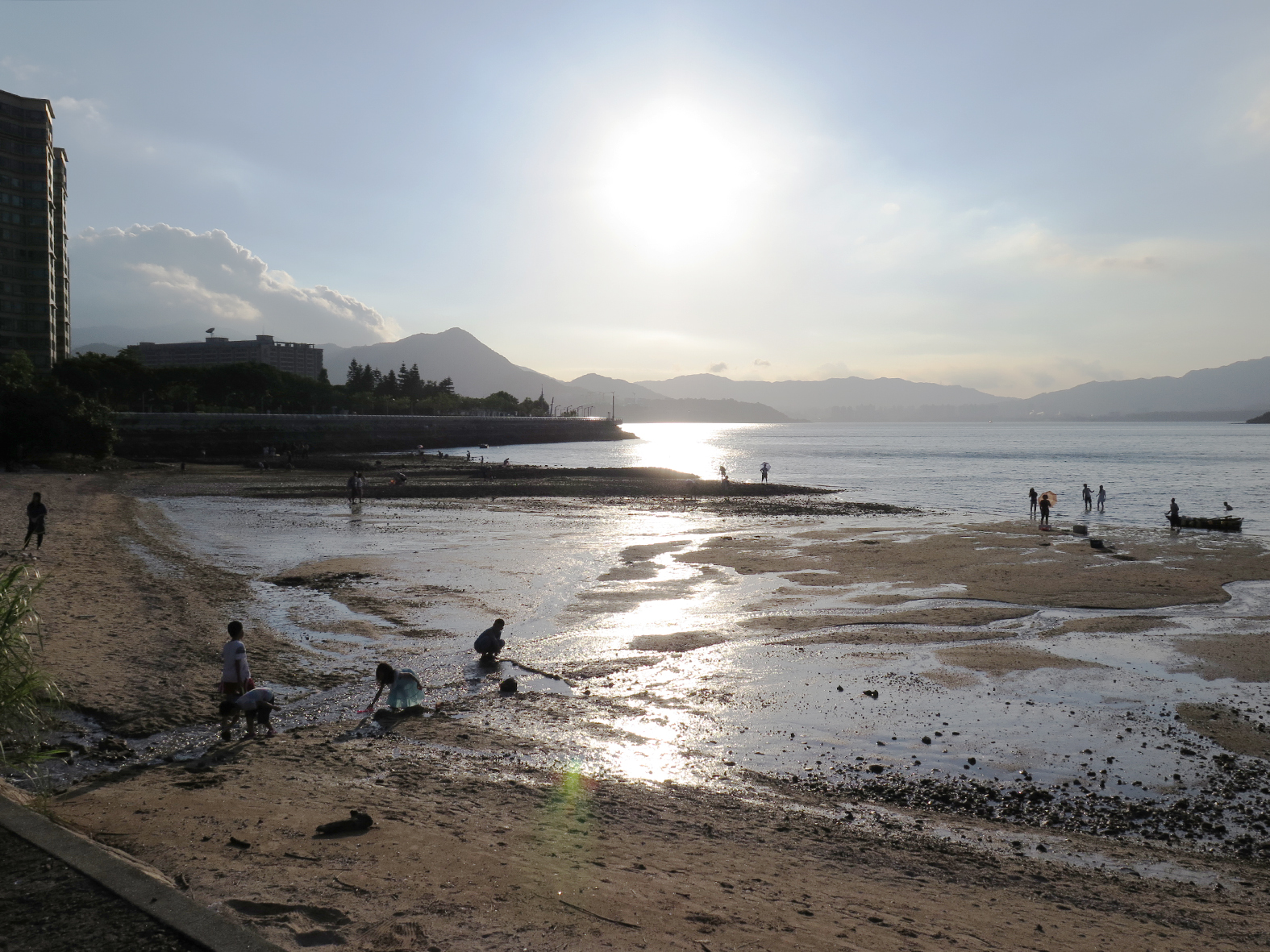
近青年新村一段烏溪沙沙灘

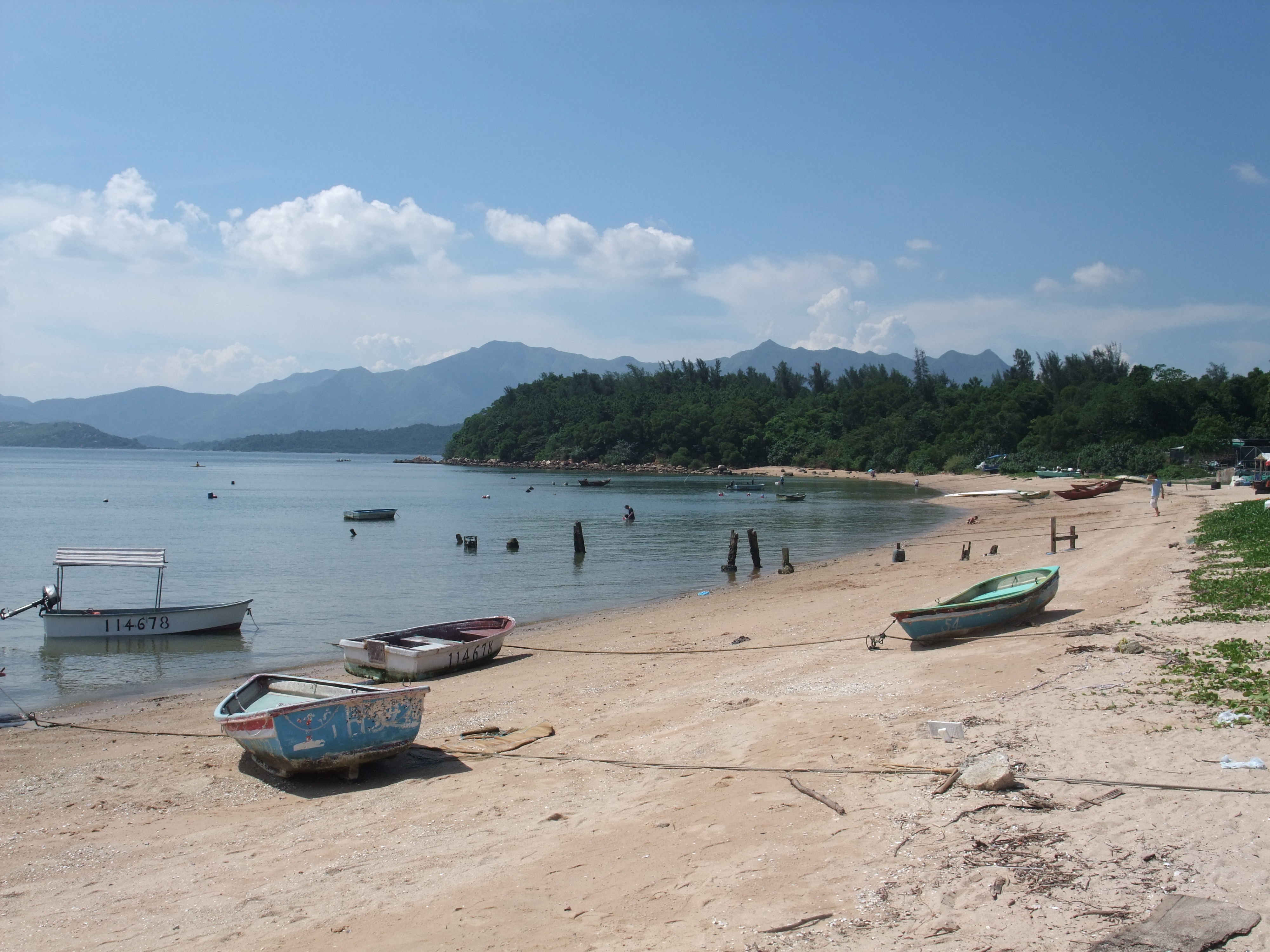
近渡頭村一段烏溪沙沙灘

烏溪沙沙灘（英語：Wu Kai Sha Beach）是香港的一個沙灘，位於新界馬鞍山烏溪沙，烏溪沙青年新村與白石哥爾夫球中心之間，其東面為落禾沙。沙灘上設有自助燒烤餐廳及小艇出租服務。
烏溪沙沙灘是香港觀賞日落的熱門地點，吸引不少攝影愛好者以及拍攝婚紗照片的準新人，更獲CNN選為「香港欣賞浪漫夕陽的最佳海灘」。

## 現代「愚公移山」
自1996年以來，退休海員郭九憑自己一雙手在烏溪沙沙灘將大小石塊拾走，再鋪上沙粒，讓滿佈碎石的石灘變成一片水清沙幼的沙灘，更成為亞洲電視《2011感動香港》入圍人物。而另一位康樂及文化事務署退休花王吳伯在2012年則以義工身份亦不斷執石砌石，在沙灘上砌出「海之心」以及「祝福你」石堆。不過在2017年有反對砌石的街坊成立「烏溪沙石灘海岸關注組」，認為不停砌石只會破壞環境，著手號召拆石還原沙灘。

## 填海計劃
政府於2012年提出「優化土地供應策略: 維港以外填海及發展岩洞」諮詢文件，提出維港以外25個可考慮用作填海的地點，其中一個考慮的地點，是在馬鞍山的烏溪沙沙灘，進行30－99公頃填海，以增加土地供應，配合未來的發展需要。引發反對烏溪沙填海大遊行，有接近四百名馬鞍山居民響應參與。

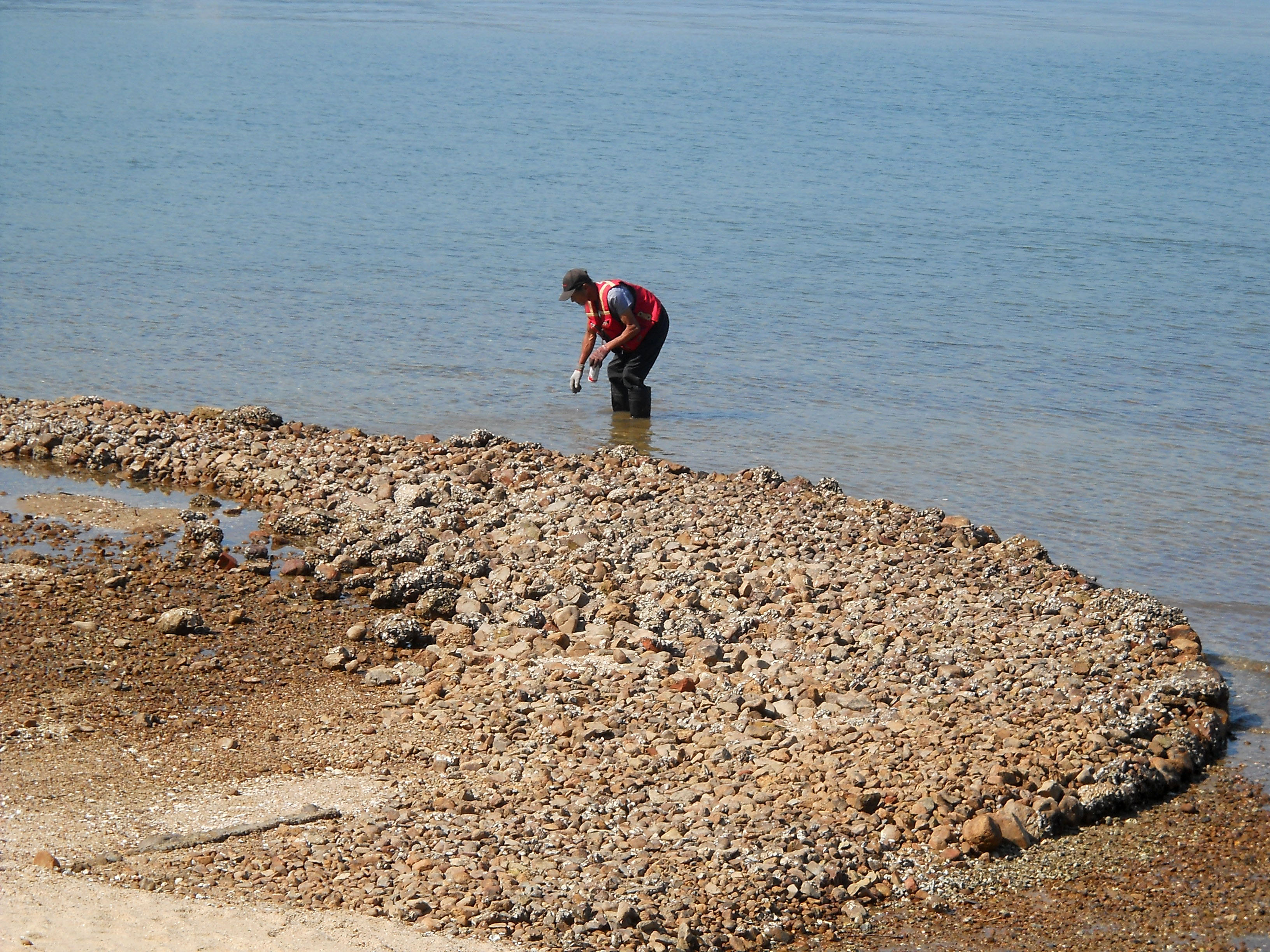
在砌石的吳伯
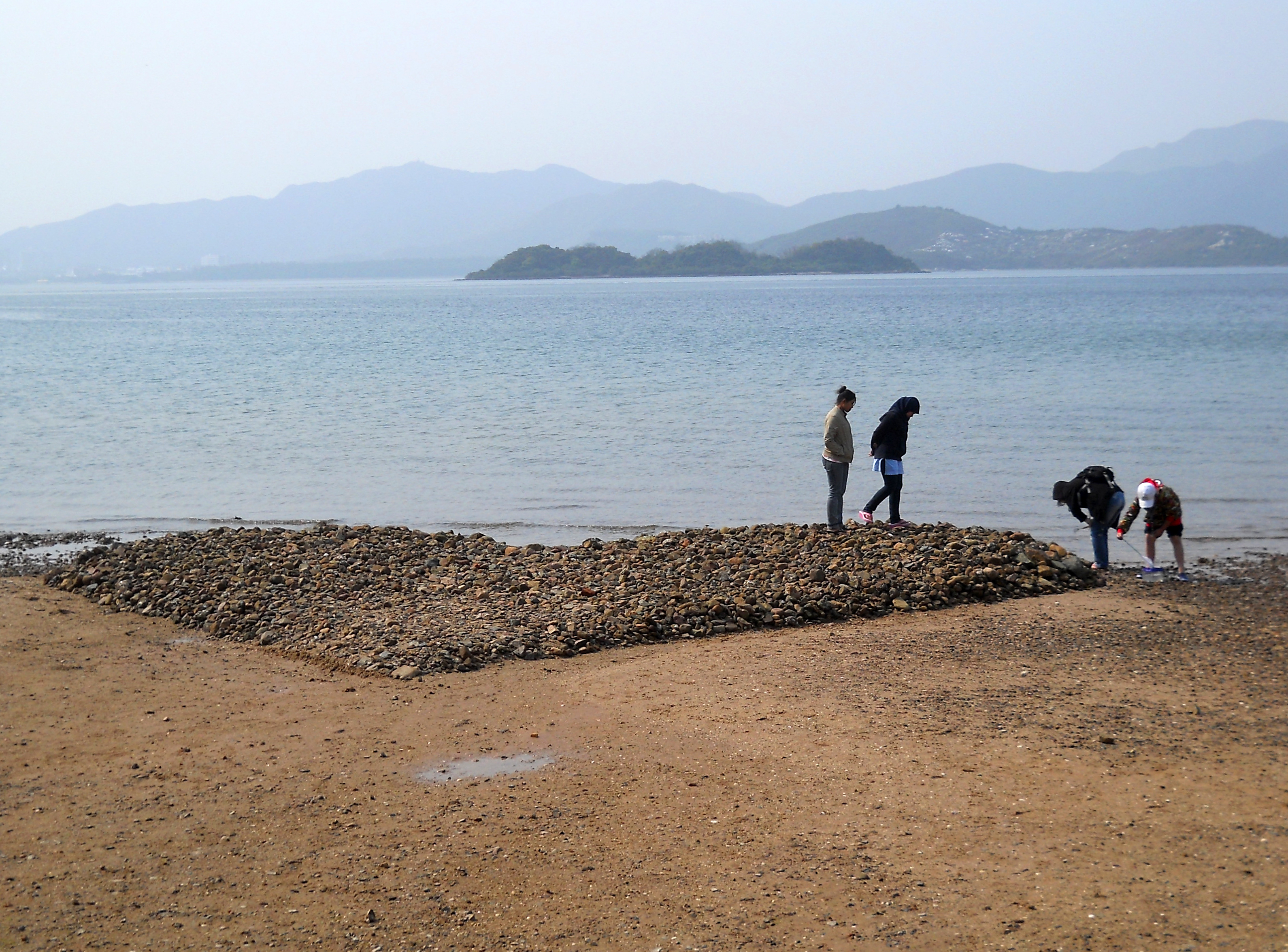
心形石堆